# Arthur Morgan
Arthur Morgan este un personaj și principalul protagonist jucabil al jocului video Red Dead Redemption 2. Membru de rang înalt al bandei Van der Linde, Arthur trebuie să facă față declinului Vestului Sălbatic în timp ce încearcă să supraviețuiască împotriva forțelor guvernamentale și altor adversari într-o reprezentare fictivă a frontierei americane. El este interpretat de Roger Clark prin captura de performanță.
Rockstar Games a decis să se concentreze Red Dead Redemption 2 pe un singur personaj, pentru a-l urmări mai personal. Ei au considerat că acest lucru este mai potrivit pentru structura narativă a unui western. Clark a dorit să joace pe Arthur într-un mod suficient de complex pentru ca jucătorul să poată alege orice cale și totuși personajul să aibă sens. El s-a inspirat din actori precum Toshiro Mifune, John Wayne și Rob Wiethoff, care l-a jucat pe John Marston în joc și în predecesorul său.
Arthur a primit aprecieri din partea criticilor, complexitatea sa și drumul spre răscumpărare fiind cele mai frecvent subiecte de laudă. Recenzorii l-au apreciat și pentru că a adus la viață lumea și alte personaje, și l-au clasat printre cele mai emblematice personaje din jocurile video. Pentru munca sa, Clark a obținut numeroase nominalizări și a fost premiat pentru Cea mai bună performanță la The Game Awards.

## Creație
Echipa de dezvoltare de la Rockstar Games a decis că în Red Dead Redemption 2 va exista un singur personaj de controlat, spre deosebire de cei trei protagoniști din titlul anterior al Rockstar, Grand Theft Auto V (2013), pentru a înțelege mai bine cum îl afectează evenimentele. Ei au considerat, de asemenea, că structura narativă a unui Western necesită o perspectivă unică.
Actorul Roger Clark l-a jucat pe Arthur Morgan în Red Dead Redemption 2. Procesul de captura de performanță a implicat înregistrarea simultană a mișcării și a vocii, în timp ce o mică parte a fost realizată într-o cabină de înregistrare vocală. În cercetarea rolului, principala inspirație a lui Clark a venit de la Toshiro Mifune, ale cărui personaje aveau o atitudine stoică, dar amuzantă, cu nuanțe pe care Clark le dorea pentru Arthur. Clark a obținut perspective din The Proposition (2005), deoarece conținea un arc de caracter similar cu cel al lui Arthur. El a vizionat filme precum High Noon (1952), precum și lucrările lui John Wayne; deși a vizionat Trilogia Dolarilor (1964–1966), nu a derivat prea mult din portretizarea de către Clint Eastwood a Omului fără Nume deoarece a simțit că Arthur era mai vorbăreț. Clark a ascultat în mod regulat melodia "Coyotes" (1993) a lui Don Edwards în timpul producției.
Clark a dorit ca interpretarea sa să fie suficient de complexă pentru ca jucătorul să poată lua decizii fără a părea necaracteristic. Inițial, a întâmpinat dificultăți cu acest concept, deoarece execuția cu onoare mare era diferită de cea cu onoare scăzută, dar a realizat că Arthur era cineva care se putea contrazice ușor. Pentru a arăta vulnerabilitatea ego-ului lui Arthur, Clark a observat că resentimentul lui John Marston pentru faptul că avea o familie s-a destrămat pe măsură ce a încercat în cele din urmă să îi ajute. Performanța lui Rob Wiethoff în rolul lui John în primul joc i-a influențat propria interpretare. Un al doilea interes amoros pentru Arthur a fost eliminat pentru a obține efectul dorit.
Scenaristul Dan Houser a fost interesat de subversia tropului în care personajul principal începe ca fiind slab și devine mai puternic pe măsură ce povestea progresează; în schimb, Arthur este deja dur la începutul jocului și este "dus într-un roller coaster intelectual pe măsură ce viziunea sa asupra lumii este demontată". El a simțit că declinul frontierei americane a avut un efect profund asupra lui Arthur, observând că personajul este "prins între răutatea naturii și brutalitatea industrializării în civilizație". Houser a evitat să-l întâlnească pe Clark pe platou pentru a evita să-i audă vocea reală.

## Apariție
Arthur s-a alăturat bandei lui Dutch van der Linde la vârsta de paisprezece ani, după ce și-a pierdut părinții de tânăr, devenind curând primul protejat al lui Dutch. Arthur a avut un fiu, Isaac, cu o chelneriță pe nume Eliza; a demonstrat un sprijin constant pentru ei până când au fost uciși într-un jaf. De-a lungul timpului, Arthur s-a transformat în cel mai devotat executor al lui Dutch. Când un jaf de feribot nereușit îi obligă să fugă peste munți, Arthur ajută la găsirea proviziilor și mai târziu îl urmărește pe colegul de bandă John Marston. El ajută la jefuirea unui tren deținut de magnatul petrolului Leviticus Cornwall și, după ce se mută la Horseshoe Overlook, luptă împotriva mercenarilor angajați de Cornwall.
Plecat la Clemens Point, Arthur se implică într-un conflict între două familii rivale, Braithwaites și Grays, care duce la capturarea fiului lui John, Jack. Arthur îl recuperează pe Jack de sub supravegherea lordului crimei Angelo Bronte și ajută la retalierea împotriva lui Bronte după ce acesta i-a introdus într-o capcană. După ce Bronte este capturat, Dutch îl îneacă; Arthur observă că izbucnirea violentă a lui Dutch este necaracteristică pentru el. În Saint Denis, un jaf bancar eșuat forțează unii membri ai grupului să părăsească orașul; Arthur naufragiază cu alții pe Guarma, o insulă din apropierea Cubei, dar luptă alături de un revoluționar în schimbul unui vapor înapoi pe continent. Reunit cu restul, Arthur se hotărăște să-l salveze pe John, acum capturat, spre disprețul lui Dutch. La scurt timp după aceea, Arthur se îmbolnăvește și leșină. După ce vizitează un doctor, este diagnosticat cu tuberculoză. Șocat de realitatea sumbră a morții sale iminente, începe să reflecteze asupra deciziilor și moralităților sale, condus mai departe de prietenia sa cu liderul amerindian Rains Fall. Aceasta îi stimulează dorința de a proteja rămășițele bandei, în special pe John și familia sa. După ce îl salvează pe John din închisoare, Arthur își dezvăluie îndoielile cu privire la Dutch, incapabil să accepte obsesia crescândă a liderului său.
Dutch pare să-l abandoneze pe Arthur în timpul unui atac asupra unei rafinării de petrol și îl lasă pe John să moară când este împușcat în timpul unui jaf de tren. Când Dutch ignoră rugămintea lui Arthur de a o salva pe soția lui John, Abigail, de detectivii Pinkerton, Arthur renunță la bandă. În confruntarea lor, Arthur descoperă că Micah Bell a trădat banda acționând ca informator pentru Pinkertons. Se întoarce la Dutch pentru a-l informa despre asta, dar Dutch se întoarce împotriva lui Arthur și a lui John, recent întors. În timp ce Pinkertons invadează tabăra, Arthur și John fug. Arthur îl roagă pe John să se întoarcă la familia sa. Vengeful Micah îl atacă curând, iar Dutch intervine. Arthur îl convinge pe Dutch să-l abandoneze pe Micah și să plece. Dacă jucătorul are onoare mare, Arthur cedează rănilor și bolii, murind liniștit în timp ce privește răsăritul; cu onoare scăzută, Micah îl execută.

## Recepție

Performanța lui Roger Clark în rolul lui Arthur Morgan a primit laude din partea mai multor publicații din domeniul jocurilor video și ceremonii de premiere.

Personajul Arthur Morgan a primit laude critice. Alex Navarro de la Giant Bomb a scris că portretizarea gânditoare a conflictelor interne ale lui Arthur posedă o umanitate care lipsește adesea în alte jocuri Rockstar. Kyle Atwood de la LevelSkip l-a numit un "personaj tragic și, cel mai important, uman". Kirk Hamilton de la Kotaku a opinat că Arthur părea inițial neinteresant, dar a devenit mai intrigant datorită performanței lui Clark. Daniel Starkey de la Ars Technica a simțit că povestea lui Arthur poate fi considerată "cutremurătoare și memorabilă", dar unii ar putea vedea-o ca pe o poveste tipică despre un "bărbat rău" care nu este neapărat în control.
Tom Power de la GamesRadar+ a crezut că relatarea vieții lui Arthur în Red Dead Redemption 2 reflectă o tragedie shakespeariană, cu diferite capitole ale jocului reprezentând cele cinci stadii ale doliului. Nick Plessas de la Electronic Gaming Monthly a considerat că călătoria lui Arthur este "mult mai mântuitoare" decât cea a lui John Marston în Red Dead Redemption, remarcând că neajunsurile lui Arthur evocă un sentiment de simpatie. Recenzia lui Javy Gwaltney pentru Game Informer a ecoului acestei sentimente, descrisă arcul ca o "luare fantastică asupra memento mori și despre cât de brutal dezordonată și complexă poate fi răscumpărarea". În mod similar, autorul de la Eurogamer Martin Robinson l-a considerat pe Arthur mai puțin captivant decât pe John, fiind astfel confuz în experiența sa a narațiunii.
Paul Walker-Emig de la The Guardian a considerat că jurnalul lui Arthur îl face să apară "ca o persoană reală cu viață interioară proprie, în loc să fie o păpușă care îndeplinește dorințele noastre", iar Madeline Carpou de la The Mary Sue a lăudat jurnalul pentru a demonstra personalitatea sensibilă a lui Arthur. Peter Suderman, scriind pentru The New York Times, a descoperit că jucătorul se conectează cu Arthur "pentru că alegerile lui sunt, de fapt, ale tale", iar Holly Green de la Paste a respectat conștientizarea lui Arthur asupra propriilor sale defecte și nelegiuiri. Laurence Mozafari de la Digital Spy a susținut că Arthur a reușit perfect să încapsuleze sentimentul Vechiului Vest. Dean Takahashi de la VentureBeat a lăudat contribuția lui Clark pentru adăugarea imersiunii în joc și adâncimea personajului său. Luke Reilly de la IGN a salutat vocea lui Arthur, având o "autenticitate contagioasă", iar Noelle Warner de la Destructoid a considerat că acest lucru îl face pe Arthur "un băiat de țară sudic american esențial".
Pentru rolul său, Clark a câștigat premiul pentru cea mai bună performanță la Premiile Game Awards 2018, fiind finalist pentru aceeași categorie la PlayStation Blog; de asemenea, a primit nominalizări la Premiile Jocurilor BAFTA 15, Premiile NAVGTR, și New York Game Awards. Personajul Arthur a fost nominalizat la Premiile Anuale D.I.C.E. 22, și Premiile Video Game Awards din Italia. În noiembrie 2021, GamesRadar+ l-a clasat pe Arthur pe locul 29 în lista sa de personaje iconice de jocuri video, menționând capacitatea personajului de a "aduce un simț hrănitor de umanitate la aproape tot ceea ce face". În mai 2022, GamingBolt l-a numit pe Arthur cel mai bun protagonist de jocuri video din toate timpurile, lăudând scriitura, performanța lui Clark și narativa personală și relațiile personajului. În 2024, Arthur a fost clasat pe locul 11 într-un sondaj al celor mai iconice personaje de jocuri într-un sondaj cu peste 4.000 de respondenți realizat de BAFTA.